# Soyuz 2

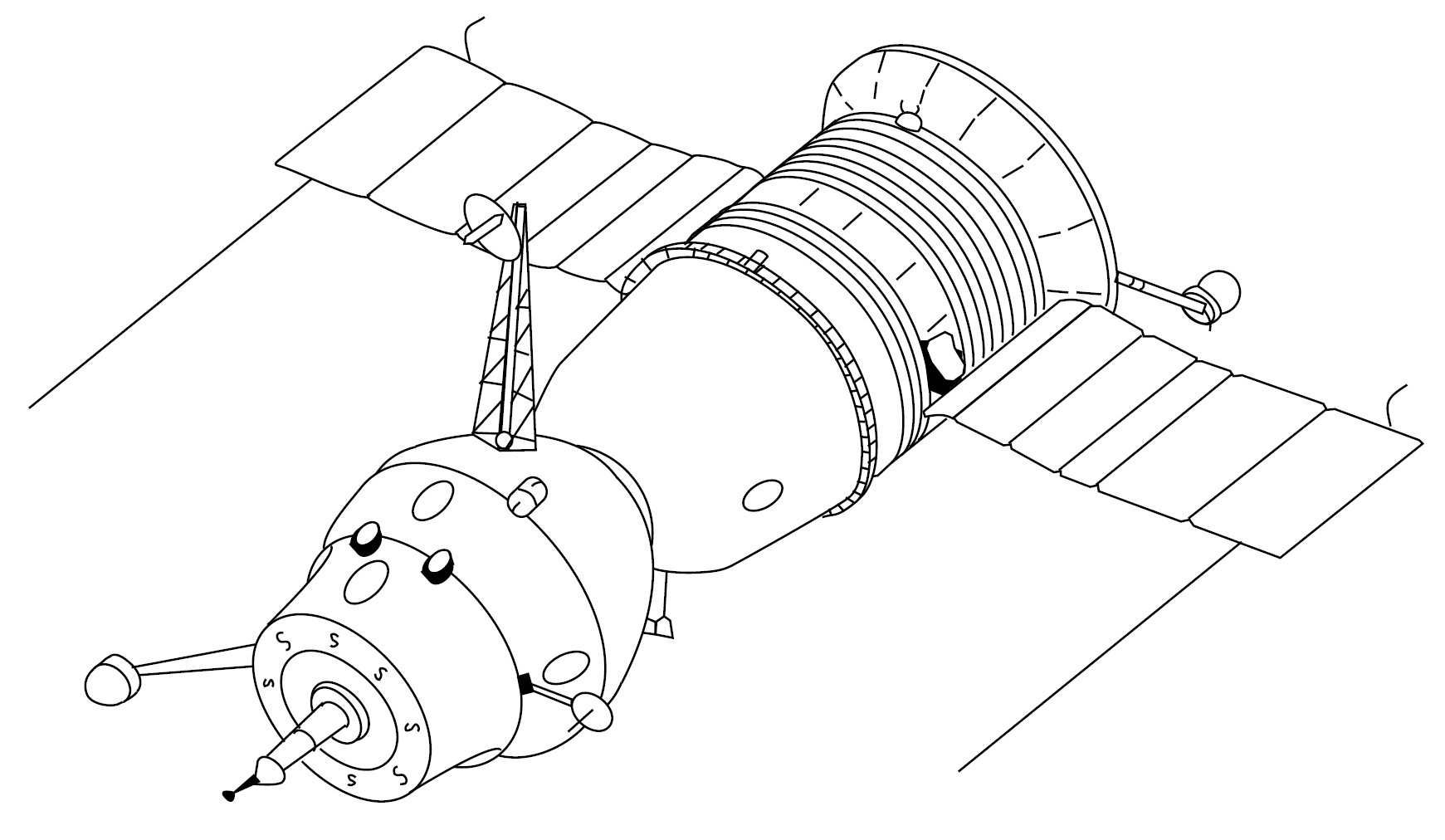
Diagrama de una nave Soyuz 7K-OK.

Soyuz 2 (en ruso: Союз 2, Unión 2) fue una misión no tripulada de una nave Soyuz 7K-OK lanzada el 25 de octubre de 1968 desde el cosmódromo de Baikonur. Fue utilizada como objetivo de acoplamiento para la misión tripulada Soyuz 3, fallando en el intento de acoplamiento.
Fue recuperada el 28 de octubre de 1968, a 5 km del punto planeado de aterrizaje.